# فم الضفدع الكبير
فم الضفدع الكبير (الاسم العلمي: Batrachostomus auritus)، هو نوع من الطيور يتبع فصيلة فم الضفدع ضمن رتبة السبديات. تتواجد في بروناي وأندونيسيا وماليزيا وتايلند.